# 短四角菱
短四角菱（学名：Trapa quadrispinosa var. yongxiuensis）为千屈菜科菱属四角菱的变种。分布于中国大陆的南昌、江西等地，常生长在水塘和内湖中，目前尚未由人工引种栽培。